# Tirreno-Adriático de 2018
A 53.ª edição da competição ciclista Tirreno-Adriático, foi uma corrida de ciclismo de estrada por etapas que se celebrou entre a 7 e a 13 de março de 2018 em Itália com início no município de Lido di Camaiore e final no município de San Benedetto del Tronto sobre um percurso de 987,55 quilómetros.
A corrida fez parte do UCI WorldTour de 2018, calendário ciclístico de máximo nível mundial, sendo a sétima corrida de dito circuito.
A corrida foi vencida pelo corredor polaco Michał Kwiatkowski da equipa Sky, em segundo lugar Damiano Caruso (BMC Racing) e em terceiro lugar Geraint Thomas (Sky).

## Equipas participantes
Tomaram parte na corrida 22 equipas: 18 de categoria UCI WorldTeam; e 4 de categoria Profissional Continental. Formando assim um pelotão de 176 ciclistas dos que acabaram 135. As equipas participantes foram:
| Equipes WorldTeam (18)- BMC Racing Team - Quick-Step Floors - AG2R La Mondiale - Trek-Segafredo - Sky - Lotto NL-Jumbo - Astana - Movistar Team - Bora-Hansgrohe - Mitchelton-Scott - Team Sunweb - Katusha-Alpecin - Bahrain-Merida - Dimension Data - UAE Team Emirates - Lotto Soudal - EF Education First-Drapac p/b Cannondale - Groupama-FDJ Equipes profissionais Continentais (4)- Gazprom-RusVelo - Israel Cycling Academy - Nippo-Vini Fantini-Europa Ovini - Wilier Triestina-Selle Italia |
| |

## Percorrido
A Tirreno-Adriático dispôs de sete etapas dividido numa contrarrelógio por equipas, uma etapa plana, três em média montanha, uma etapa de montanha, e uma contrarrelógio individual para um percurso total de 987,55 quilómetros.
| Etapa | Data    | Percurso                                            | type                       | Distância (km) | Vencedor        | Líder geral        |
| ----- | ------- | --------------------------------------------------- | -------------------------- | -------------- | --------------- | ------------------ |
| 1     | 7 mar.  | Lido di Camaiore – Lido di Camaiore                 | contrarrelógio por equipes | 21,5           | BMC Racing Team | Damiano Caruso     |
| 2     | 8 mar.  | Camaiore – Follonica                                | etapa plana                | 172            | Marcel Kittel   | Patrick Bevin      |
| 3     | 9 mar.  | Follonica – Trevi                                   | etapa escarpada            | 239            | Primož Roglič   | Geraint Thomas     |
| 4     | 10 mar. | Foligno – Sarnano                                   | alta montanha              | 219            | Mikel Landa     | Damiano Caruso     |
| 5     | 11 mar. | Castelraimondo – Filottrano                         | etapa escarpada            | 178            | Adam Yates      | Michał Kwiatkowski |
| 6     | 12 mar. | Numana – Fano                                       | etapa escarpada            | 153            | Marcel Kittel   | Michał Kwiatkowski |
| 7     | 13 mar. | San Benedetto del Tronto – San Benedetto del Tronto | contrarrelógio individual  | 10,05          | Rohan Dennis    | Michał Kwiatkowski |

## Desenvolvimento da corrida

### 1.ª etapa
| Lido di Camaiore - Lido di Camaiore | contrarrelógio por equipes | (21,5 km) |

| \| Classificação por etapas \| Classificação por etapas \| Classificação por etapas \| Classificação por etapas \| Classificação por etapas \| Classificação por etapas \| \| Equipe \| Equipe \| Tempo \| Intervalo de tempo \| Rapidez \| \| \| ------------------------ \| ---------------------------------------- \| ------------------------ \| ------------------------ \| ------------------------ \| ------------------------ \| \| 1. \| BMC Racing Team \| 22m19s \| 22m19s \| 57.804 km/h \| \| \| 2. \| Mitchelton-Scott \| 22m23s \| + 4s \| 57.632 km/h \| \| \| 3. \| Sky \| 22m28s \| + 9s \| 57.376 km/h \| \| \| 4. \| Quick-Step Floors \| 22m34s \| + 15s \| 57.164 km/h \| \| \| 5. \| Team Sunweb \| 22m44s \| + 25s \| 56.745 km/h \| \| \| 6. \| Katusha-Alpecin \| 22m47s \| + 28s \| 56.620 km/h \| \| \| 7. \| Bora-Hansgrohe \| 22m49s \| + 30s \| 56.538 km/h \| \| \| 8. \| Trek-Segafredo \| 22m58s \| + 39s \| 56.168 km/h \| \| \| 9. \| UAE Team Emirates \| 23m04s \| + 45s \| 55.925 km/h \| \| \| 10. \| EF Education First-Drapac p/b Cannondale \| 23m04s \| + 45s \| 55.925 km/h \| \| |                                          |        |                    |             |
| |                                          |        |                    |             |
| |                                          |        |                    |             |
| Classificação por etapas |                                          |        |                    |             |
| Equipe | Equipe                                   | Tempo  | Intervalo de tempo | Rapidez     |
| 1. | BMC Racing Team                          | 22m19s | 22m19s             | 57.804 km/h |
| 2. | Mitchelton-Scott                         | 22m23s | + 4s               | 57.632 km/h |
| 3. | Sky                                      | 22m28s | + 9s               | 57.376 km/h |
| 4. | Quick-Step Floors                        | 22m34s | + 15s              | 57.164 km/h |
| 5. | Team Sunweb                              | 22m44s | + 25s              | 56.745 km/h |
| 6. | Katusha-Alpecin                          | 22m47s | + 28s              | 56.620 km/h |
| 7. | Bora-Hansgrohe                           | 22m49s | + 30s              | 56.538 km/h |
| 8. | Trek-Segafredo                           | 22m58s | + 39s              | 56.168 km/h |
| 9. | UAE Team Emirates                        | 23m04s | + 45s              | 55.925 km/h |
| 10. | EF Education First-Drapac p/b Cannondale | 23m04s | + 45s              | 55.925 km/h |

| \| Classificação geral \| Classificação geral \| Classificação geral \| Classificação geral \| Classificação geral \| \| Ciclista \| Ciclista \| Equipe \| Tempo \| \| \| ------------------- \| -------------------- \| ------------------- \| ------------------- \| ------------------- \| \| 1. \| Damiano Caruso \| BMC Racing Team \| 22m19s \| \| \| 2. \| Rohan Dennis \| BMC Racing Team \| + 0s \| \| \| 3. \| Patrick Bevin \| BMC Racing Team \| + 0s \| \| \| 4. \| Greg Van Avermaet \| BMC Racing Team \| + 0s \| \| \| 5. \| Luke Durbridge \| Mitchelton-Scott \| + 4s \| \| \| 6. \| Daryl Impey \| Mitchelton-Scott \| + 4s \| \| \| 7. \| Adam Yates \| Mitchelton-Scott \| + 4s \| \| \| 8. \| Michael Hepburn \| Mitchelton-Scott \| + 4s \| \| \| 9. \| Geraint Thomas \| Team Sky \| + 9s \| \| \| 10. \| Jonathan Castroviejo \| Team Sky \| + 9s \| \| |                      |                  |        |
| |                      |                  |        |
| |                      |                  |        |
| Classificação geral |                      |                  |        |
| Ciclista | Ciclista             | Equipe           | Tempo  |
| 1. | Damiano Caruso       | BMC Racing Team  | 22m19s |
| 2. | Rohan Dennis         | BMC Racing Team  | + 0s   |
| 3. | Patrick Bevin        | BMC Racing Team  | + 0s   |
| 4. | Greg Van Avermaet    | BMC Racing Team  | + 0s   |
| 5. | Luke Durbridge       | Mitchelton-Scott | + 4s   |
| 6. | Daryl Impey          | Mitchelton-Scott | + 4s   |
| 7. | Adam Yates           | Mitchelton-Scott | + 4s   |
| 8. | Michael Hepburn      | Mitchelton-Scott | + 4s   |
| 9. | Geraint Thomas       | Team Sky         | + 9s   |
| 10. | Jonathan Castroviejo | Team Sky         | + 9s   |

### 2.ª etapa
| Camaiore - Follonica | etapa plana | (172 km) |

| \| Classificação por etapas \| Classificação por etapas \| Classificação por etapas \| Classificação por etapas \| Classificação por etapas \| \| Ciclista \| Ciclista \| Equipe \| Tempo \| \| \| ------------------------ \| ------------------------ \| ------------------------------- \| ------------------------ \| ------------------------ \| \| 1. \| Marcel Kittel \| Katusha-Alpecin \| 4h12m24s \| \| \| 2. \| Peter Sagan \| Bora-Hansgrohe \| + 0s \| \| \| 3. \| Giacomo Nizzolo \| Trek-Segafredo \| + 0s \| \| \| 4. \| Michał Kwiatkowski \| Team Sky \| + 0s \| \| \| 5. \| Patrick Bevin \| BMC Racing Team \| + 0s \| \| \| 6. \| Jakub Mareczko \| Wilier Triestina-Selle Italia \| + 0s \| \| \| 7. \| Fernando Gaviria \| Quick-Step Floors \| + 0s \| \| \| 8. \| Danny van Poppel \| LottoNL-Jumbo \| + 0s \| \| \| 9. \| Eduard-Michael Grosu \| Nippo-Vini Fantini-Europa Ovini \| + 0s \| \| \| 10. \| Simone Consonni \| UAE Team Emirates \| + 0s \| \| |                      |                                 |          |
| |                      |                                 |          |
| |                      |                                 |          |
| Classificação por etapas |                      |                                 |          |
| Ciclista | Ciclista             | Equipe                          | Tempo    |
| 1. | Marcel Kittel        | Katusha-Alpecin                 | 4h12m24s |
| 2. | Peter Sagan          | Bora-Hansgrohe                  | + 0s     |
| 3. | Giacomo Nizzolo      | Trek-Segafredo                  | + 0s     |
| 4. | Michał Kwiatkowski   | Team Sky                        | + 0s     |
| 5. | Patrick Bevin        | BMC Racing Team                 | + 0s     |
| 6. | Jakub Mareczko       | Wilier Triestina-Selle Italia   | + 0s     |
| 7. | Fernando Gaviria     | Quick-Step Floors               | + 0s     |
| 8. | Danny van Poppel     | LottoNL-Jumbo                   | + 0s     |
| 9. | Eduard-Michael Grosu | Nippo-Vini Fantini-Europa Ovini | + 0s     |
| 10. | Simone Consonni      | UAE Team Emirates               | + 0s     |

| \| Classificação geral \| Classificação geral \| Classificação geral \| Classificação geral \| Classificação geral \| \| Ciclista \| Ciclista \| Equipe \| Tempo \| \| \| ------------------- \| -------------------- \| ------------------- \| ------------------- \| ------------------- \| \| 1. \| Patrick Bevin \| BMC Racing Team \| 4h34m43s \| \| \| 2. \| Damiano Caruso \| BMC Racing Team \| + 0s \| \| \| 3. \| Greg Van Avermaet \| BMC Racing Team \| + 0s \| \| \| 4. \| Rohan Dennis \| BMC Racing Team \| + 0s \| \| \| 5. \| Daryl Impey \| Mitchelton-Scott \| + 4s \| \| \| 6. \| Michał Kwiatkowski \| Team Sky \| + 9s \| \| \| 7. \| Geraint Thomas \| Team Sky \| + 9s \| \| \| 8. \| Salvatore Puccio \| Team Sky \| + 9s \| \| \| 9. \| Chris Froome \| Team Sky \| + 9s \| \| \| 10. \| Jonathan Castroviejo \| Team Sky \| + 9s \| \| |                      |                  |          |
| |                      |                  |          |
| |                      |                  |          |
| Classificação geral |                      |                  |          |
| Ciclista | Ciclista             | Equipe           | Tempo    |
| 1. | Patrick Bevin        | BMC Racing Team  | 4h34m43s |
| 2. | Damiano Caruso       | BMC Racing Team  | + 0s     |
| 3. | Greg Van Avermaet    | BMC Racing Team  | + 0s     |
| 4. | Rohan Dennis         | BMC Racing Team  | + 0s     |
| 5. | Daryl Impey          | Mitchelton-Scott | + 4s     |
| 6. | Michał Kwiatkowski   | Team Sky         | + 9s     |
| 7. | Geraint Thomas       | Team Sky         | + 9s     |
| 8. | Salvatore Puccio     | Team Sky         | + 9s     |
| 9. | Chris Froome         | Team Sky         | + 9s     |
| 10. | Jonathan Castroviejo | Team Sky         | + 9s     |

### 3.ª etapa
| Follonica - Trevi | etapa escarpada | (239 km) |

| \| Classificação por etapas \| Classificação por etapas \| Classificação por etapas \| Classificação por etapas \| Classificação por etapas \| \| Ciclista \| Ciclista \| Equipe \| Tempo \| \| \| ------------------------ \| ------------------------ \| ------------------------- \| ------------------------ \| ------------------------ \| \| 1. \| Primož Roglič \| LottoNL-Jumbo \| 6h17m23s \| \| \| 2. \| Adam Yates \| Mitchelton-Scott \| + 3s \| \| \| 3. \| Tiesj Benoot \| Lotto-Soudal \| + 6s \| \| \| 4. \| Geraint Thomas \| Team Sky \| + 7s \| \| \| 5. \| Rigoberto Urán \| EF Education First-Drapac \| + 10s \| \| \| 6. \| Mikel Landa \| Movistar Team \| + 10s \| \| \| 7. \| Gianni Moscon \| Team Sky \| + 10s \| \| \| 8. \| Romain Bardet \| AG2R La Mondiale \| + 10s \| \| \| 9. \| Wilco Kelderman \| Team Sunweb \| + 10s \| \| \| 10. \| Bob Jungels \| Quick-Step Floors \| + 10s \| \| |                 |                           |          |
| |                 |                           |          |
| |                 |                           |          |
| Classificação por etapas |                 |                           |          |
| Ciclista | Ciclista        | Equipe                    | Tempo    |
| 1. | Primož Roglič   | LottoNL-Jumbo             | 6h17m23s |
| 2. | Adam Yates      | Mitchelton-Scott          | + 3s     |
| 3. | Tiesj Benoot    | Lotto-Soudal              | + 6s     |
| 4. | Geraint Thomas  | Team Sky                  | + 7s     |
| 5. | Rigoberto Urán  | EF Education First-Drapac | + 10s    |
| 6. | Mikel Landa     | Movistar Team             | + 10s    |
| 7. | Gianni Moscon   | Team Sky                  | + 10s    |
| 8. | Romain Bardet   | AG2R La Mondiale          | + 10s    |
| 9. | Wilco Kelderman | Team Sunweb               | + 10s    |
| 10. | Bob Jungels     | Quick-Step Floors         | + 10s    |

| \| Classificação geral \| Classificação geral \| Classificação geral \| Classificação geral \| Classificação geral \| \| Ciclista \| Ciclista \| Equipe \| Tempo \| \| \| ------------------- \| ------------------- \| ------------------------- \| ------------------- \| ------------------- \| \| 1. \| Geraint Thomas \| Team Sky \| 10h52m22s \| \| \| 2. \| Greg Van Avermaet \| BMC Racing Team \| + 0s \| \| \| 3. \| Chris Froome \| Team Sky \| + 3s \| \| \| 4. \| Damiano Caruso \| BMC Racing Team \| + 8s \| \| \| 5. \| Michał Kwiatkowski \| Team Sky \| + 9s \| \| \| 6. \| Bob Jungels \| Quick-Step Floors \| + 9s \| \| \| 7. \| Wilco Kelderman \| Team Sunweb \| + 19s \| \| \| 8. \| Davide Formolo \| Bora-Hansgrohe \| + 30s \| \| \| 9. \| Tom Dumoulin \| Team Sunweb \| + 33s \| \| \| 10. \| Rigoberto Urán \| EF Education First-Drapac \| + 39s \| \| |                    |                           |           |
| |                    |                           |           |
| |                    |                           |           |
| Classificação geral |                    |                           |           |
| Ciclista | Ciclista           | Equipe                    | Tempo     |
| 1. | Geraint Thomas     | Team Sky                  | 10h52m22s |
| 2. | Greg Van Avermaet  | BMC Racing Team           | + 0s      |
| 3. | Chris Froome       | Team Sky                  | + 3s      |
| 4. | Damiano Caruso     | BMC Racing Team           | + 8s      |
| 5. | Michał Kwiatkowski | Team Sky                  | + 9s      |
| 6. | Bob Jungels        | Quick-Step Floors         | + 9s      |
| 7. | Wilco Kelderman    | Team Sunweb               | + 19s     |
| 8. | Davide Formolo     | Bora-Hansgrohe            | + 30s     |
| 9. | Tom Dumoulin       | Team Sunweb               | + 33s     |
| 10. | Rigoberto Urán     | EF Education First-Drapac | + 39s     |

### 4.ª etapa
| Foligno - Sarnano | alta montanha | (219 km) |

| \| Classificação por etapas \| Classificação por etapas \| Classificação por etapas \| Classificação por etapas \| Classificação por etapas \| \| Ciclista \| Ciclista \| Equipe \| Tempo \| \| \| ------------------------ \| ------------------------ \| ------------------------- \| ------------------------ \| ------------------------ \| \| 1. \| Mikel Landa \| Movistar Team \| 6h22m13s \| \| \| 2. \| Rafał Majka \| Bora-Hansgrohe \| + 0s \| \| \| 3. \| George Bennett \| LottoNL-Jumbo \| + 0s \| \| \| 4. \| Fabio Aru \| UAE Team Emirates \| + 6s \| \| \| 5. \| Ben Hermans \| Israel Cycling Academy \| + 6s \| \| \| 6. \| Tiesj Benoot \| Lotto-Soudal \| + 6s \| \| \| 7. \| Romain Bardet \| AG2R La Mondiale \| + 6s \| \| \| 8. \| Wilco Kelderman \| Team Sunweb \| + 6s \| \| \| 9. \| Adam Yates \| Mitchelton-Scott \| + 6s \| \| \| 10. \| Rigoberto Urán \| EF Education First-Drapac \| + 6s \| \| |                 |                           |          |
| |                 |                           |          |
| |                 |                           |          |
| Classificação por etapas |                 |                           |          |
| Ciclista | Ciclista        | Equipe                    | Tempo    |
| 1. | Mikel Landa     | Movistar Team             | 6h22m13s |
| 2. | Rafał Majka     | Bora-Hansgrohe            | + 0s     |
| 3. | George Bennett  | LottoNL-Jumbo             | + 0s     |
| 4. | Fabio Aru       | UAE Team Emirates         | + 6s     |
| 5. | Ben Hermans     | Israel Cycling Academy    | + 6s     |
| 6. | Tiesj Benoot    | Lotto-Soudal              | + 6s     |
| 7. | Romain Bardet   | AG2R La Mondiale          | + 6s     |
| 8. | Wilco Kelderman | Team Sunweb               | + 6s     |
| 9. | Adam Yates      | Mitchelton-Scott          | + 6s     |
| 10. | Rigoberto Urán  | EF Education First-Drapac | + 6s     |

| \| Classificação geral \| Classificação geral \| Classificação geral \| Classificação geral \| Classificação geral \| \| Ciclista \| Ciclista \| Equipe \| Tempo \| \| \| ------------------- \| ------------------- \| ------------------------- \| ------------------- \| ------------------- \| \| 1. \| Damiano Caruso \| BMC Racing Team \| 17h14m49s \| \| \| 2. \| Michał Kwiatkowski \| Team Sky \| + 1s \| \| \| 3. \| Wilco Kelderman \| Team Sunweb \| + 11s \| \| \| 4. \| Mikel Landa \| Movistar Team \| + 20s \| \| \| 5. \| Geraint Thomas \| Team Sky \| + 26s \| \| \| 6. \| Rigoberto Urán \| EF Education First-Drapac \| + 31s \| \| \| 7. \| George Bennett \| LottoNL-Jumbo \| + 33s \| \| \| 8. \| Davide Formolo \| Bora-Hansgrohe \| + 34s \| \| \| 9. \| Tiesj Benoot \| Lotto-Soudal \| + 36s \| \| \| 10. \| Domenico Pozzovivo \| Bahrain-Merida \| + 41s \| \| |                    |                           |           |
| |                    |                           |           |
| |                    |                           |           |
| Classificação geral |                    |                           |           |
| Ciclista | Ciclista           | Equipe                    | Tempo     |
| 1. | Damiano Caruso     | BMC Racing Team           | 17h14m49s |
| 2. | Michał Kwiatkowski | Team Sky                  | + 1s      |
| 3. | Wilco Kelderman    | Team Sunweb               | + 11s     |
| 4. | Mikel Landa        | Movistar Team             | + 20s     |
| 5. | Geraint Thomas     | Team Sky                  | + 26s     |
| 6. | Rigoberto Urán     | EF Education First-Drapac | + 31s     |
| 7. | George Bennett     | LottoNL-Jumbo             | + 33s     |
| 8. | Davide Formolo     | Bora-Hansgrohe            | + 34s     |
| 9. | Tiesj Benoot       | Lotto-Soudal              | + 36s     |
| 10. | Domenico Pozzovivo | Bahrain-Merida            | + 41s     |

### 5.ª etapa
| Castelraimondo - Filottrano | etapa escarpada | (178 km) |

| \| Classificação por etapas \| Classificação por etapas \| Classificação por etapas \| Classificação por etapas \| Classificação por etapas \| \| Ciclista \| Ciclista \| Equipe \| Tempo \| \| \| ------------------------ \| ------------------------ \| ------------------------- \| ------------------------ \| ------------------------ \| \| 1. \| Adam Yates \| Mitchelton-Scott \| 4h16m35s \| \| \| 2. \| Peter Sagan \| Bora-Hansgrohe \| + 7s \| \| \| 3. \| Michał Kwiatkowski \| Team Sky \| + 7s \| \| \| 4. \| Tiesj Benoot \| Lotto-Soudal \| + 7s \| \| \| 5. \| Rigoberto Urán \| EF Education First-Drapac \| + 7s \| \| \| 6. \| Geraint Thomas \| Team Sky \| + 7s \| \| \| 7. \| Mikel Landa \| Movistar Team \| + 7s \| \| \| 8. \| Jaime Rosón \| Movistar Team \| + 7s \| \| \| 9. \| Romain Bardet \| AG2R La Mondiale \| + 7s \| \| \| 10. \| Damiano Caruso \| BMC Racing Team \| + 7s \| \| |                    |                           |          |
| |                    |                           |          |
| |                    |                           |          |
| Classificação por etapas |                    |                           |          |
| Ciclista | Ciclista           | Equipe                    | Tempo    |
| 1. | Adam Yates         | Mitchelton-Scott          | 4h16m35s |
| 2. | Peter Sagan        | Bora-Hansgrohe            | + 7s     |
| 3. | Michał Kwiatkowski | Team Sky                  | + 7s     |
| 4. | Tiesj Benoot       | Lotto-Soudal              | + 7s     |
| 5. | Rigoberto Urán     | EF Education First-Drapac | + 7s     |
| 6. | Geraint Thomas     | Team Sky                  | + 7s     |
| 7. | Mikel Landa        | Movistar Team             | + 7s     |
| 8. | Jaime Rosón        | Movistar Team             | + 7s     |
| 9. | Romain Bardet      | AG2R La Mondiale          | + 7s     |
| 10. | Damiano Caruso     | BMC Racing Team           | + 7s     |

| \| Classificação geral \| Classificação geral \| Classificação geral \| Classificação geral \| Classificação geral \| \| Ciclista \| Ciclista \| Equipe \| Tempo \| \| \| ------------------- \| ------------------- \| ------------------------- \| ------------------- \| ------------------- \| \| 1. \| Michał Kwiatkowski \| Team Sky \| 21h31m28s \| \| \| 2. \| Damiano Caruso \| BMC Racing Team \| + 3s \| \| \| 3. \| Mikel Landa \| Movistar Team \| + 23s \| \| \| 4. \| Geraint Thomas \| Team Sky \| + 29s \| \| \| 5. \| Rigoberto Urán \| EF Education First-Drapac \| + 34s \| \| \| 6. \| Adam Yates \| Mitchelton-Scott \| + 36s \| \| \| 7. \| Davide Formolo \| Bora-Hansgrohe \| + 37s \| \| \| 8. \| Tiesj Benoot \| Lotto-Soudal \| + 39s \| \| \| 9. \| George Bennett \| LottoNL-Jumbo \| + 41s \| \| \| 10. \| Jaime Rosón \| Movistar Team \| + 47s \| \| |                    |                           |           |
| |                    |                           |           |
| |                    |                           |           |
| Classificação geral |                    |                           |           |
| Ciclista | Ciclista           | Equipe                    | Tempo     |
| 1. | Michał Kwiatkowski | Team Sky                  | 21h31m28s |
| 2. | Damiano Caruso     | BMC Racing Team           | + 3s      |
| 3. | Mikel Landa        | Movistar Team             | + 23s     |
| 4. | Geraint Thomas     | Team Sky                  | + 29s     |
| 5. | Rigoberto Urán     | EF Education First-Drapac | + 34s     |
| 6. | Adam Yates         | Mitchelton-Scott          | + 36s     |
| 7. | Davide Formolo     | Bora-Hansgrohe            | + 37s     |
| 8. | Tiesj Benoot       | Lotto-Soudal              | + 39s     |
| 9. | George Bennett     | LottoNL-Jumbo             | + 41s     |
| 10. | Jaime Rosón        | Movistar Team             | + 47s     |

### 6.ª etapa
| San Benedetto del Tronto - San Benedetto del Tronto | contrarrelógio individual | (10,05 km) |

| \| Classificação por etapas \| Classificação por etapas \| Classificação por etapas \| Classificação por etapas \| Classificação por etapas \| \| Ciclista \| Ciclista \| Equipe \| Tempo \| \| \| ------------------------ \| ------------------------ \| ------------------------ \| ------------------------ \| ------------------------ \| \| 1. \| Rohan Dennis \| BMC Racing Team \| 11m14s \| \| \| 2. \| Jos van Emden \| LottoNL-Jumbo \| + 4s \| \| \| 3. \| Jonathan Castroviejo \| Team Sky \| + 8s \| \| \| 4. \| Mads Pedersen \| Trek-Segafredo \| + 8s \| \| \| 5. \| Gianni Moscon \| Team Sky \| + 12s \| \| \| 6. \| Michael Hepburn \| Mitchelton-Scott \| + 13s \| \| \| 7. \| Jack Bauer \| Mitchelton-Scott \| + 13s \| \| \| 8. \| Luke Durbridge \| Mitchelton-Scott \| + 17s \| \| \| 9. \| Primož Roglič \| LottoNL-Jumbo \| + 18s \| \| \| 10. \| Vasil Kiryienka \| Team Sky \| + 18s \| \| |                      |                  |        |
| |                      |                  |        |
| |                      |                  |        |
| Classificação por etapas |                      |                  |        |
| Ciclista | Ciclista             | Equipe           | Tempo  |
| 1. | Rohan Dennis         | BMC Racing Team  | 11m14s |
| 2. | Jos van Emden        | LottoNL-Jumbo    | + 4s   |
| 3. | Jonathan Castroviejo | Team Sky         | + 8s   |
| 4. | Mads Pedersen        | Trek-Segafredo   | + 8s   |
| 5. | Gianni Moscon        | Team Sky         | + 12s  |
| 6. | Michael Hepburn      | Mitchelton-Scott | + 13s  |
| 7. | Jack Bauer           | Mitchelton-Scott | + 13s  |
| 8. | Luke Durbridge       | Mitchelton-Scott | + 17s  |
| 9. | Primož Roglič        | LottoNL-Jumbo    | + 18s  |
| 10. | Vasil Kiryienka      | Team Sky         | + 18s  |

| \| Classificação geral \| Classificação geral \| Classificação geral \| Classificação geral \| Classificação geral \| \| Ciclista \| Ciclista \| Equipe \| Tempo \| \| \| ------------------- \| ------------------- \| ------------------------- \| ------------------- \| ------------------- \| \| 1. \| Michał Kwiatkowski \| Team Sky \| 25h21m22s \| \| \| 2. \| Damiano Caruso \| BMC Racing Team \| + 3s \| \| \| 3. \| Mikel Landa \| Movistar Team \| + 23s \| \| \| 4. \| Geraint Thomas \| Team Sky \| + 29s \| \| \| 5. \| Rigoberto Urán \| EF Education First-Drapac \| + 34s \| \| \| 6. \| Adam Yates \| Mitchelton-Scott \| + 36s \| \| \| 7. \| Davide Formolo \| Bora-Hansgrohe \| + 37s \| \| \| 8. \| Tiesj Benoot \| Lotto-Soudal \| + 39s \| \| \| 9. \| George Bennett \| LottoNL-Jumbo \| + 41s \| \| \| 10. \| Jaime Rosón \| Movistar Team \| + 47s \| \| |                    |                           |           |
| |                    |                           |           |
| |                    |                           |           |
| Classificação geral |                    |                           |           |
| Ciclista | Ciclista           | Equipe                    | Tempo     |
| 1. | Michał Kwiatkowski | Team Sky                  | 25h21m22s |
| 2. | Damiano Caruso     | BMC Racing Team           | + 3s      |
| 3. | Mikel Landa        | Movistar Team             | + 23s     |
| 4. | Geraint Thomas     | Team Sky                  | + 29s     |
| 5. | Rigoberto Urán     | EF Education First-Drapac | + 34s     |
| 6. | Adam Yates         | Mitchelton-Scott          | + 36s     |
| 7. | Davide Formolo     | Bora-Hansgrohe            | + 37s     |
| 8. | Tiesj Benoot       | Lotto-Soudal              | + 39s     |
| 9. | George Bennett     | LottoNL-Jumbo             | + 41s     |
| 10. | Jaime Rosón        | Movistar Team             | + 47s     |

### 7.ª etapa
| San Benedetto del Tronto - San Benedetto del Tronto | contrarrelógio individual | (10,05 km) |

| \| Classificação por etapas \| Classificação por etapas \| Classificação por etapas \| Classificação por etapas \| Classificação por etapas \| \| Ciclista \| Ciclista \| Equipe \| Tempo \| \| \| ------------------------ \| ------------------------ \| ------------------------ \| ------------------------ \| ------------------------ \| \| 1. \| Rohan Dennis \| BMC Racing Team \| 11m14s \| \| \| 2. \| Jos van Emden \| LottoNL-Jumbo \| + 4s \| \| \| 3. \| Jonathan Castroviejo \| Team Sky \| + 8s \| \| \| 4. \| Mads Pedersen \| Trek-Segafredo \| + 8s \| \| \| 5. \| Gianni Moscon \| Team Sky \| + 12s \| \| \| 6. \| Michael Hepburn \| Mitchelton-Scott \| + 13s \| \| \| 7. \| Jack Bauer \| Mitchelton-Scott \| + 13s \| \| \| 8. \| Luke Durbridge \| Mitchelton-Scott \| + 17s \| \| \| 9. \| Primož Roglič \| LottoNL-Jumbo \| + 18s \| \| \| 10. \| Vasil Kiryienka \| Team Sky \| + 18s \| \| |                      |                  |        |
| |                      |                  |        |
| |                      |                  |        |
| Classificação por etapas |                      |                  |        |
| Ciclista | Ciclista             | Equipe           | Tempo  |
| 1. | Rohan Dennis         | BMC Racing Team  | 11m14s |
| 2. | Jos van Emden        | LottoNL-Jumbo    | + 4s   |
| 3. | Jonathan Castroviejo | Team Sky         | + 8s   |
| 4. | Mads Pedersen        | Trek-Segafredo   | + 8s   |
| 5. | Gianni Moscon        | Team Sky         | + 12s  |
| 6. | Michael Hepburn      | Mitchelton-Scott | + 13s  |
| 7. | Jack Bauer           | Mitchelton-Scott | + 13s  |
| 8. | Luke Durbridge       | Mitchelton-Scott | + 17s  |
| 9. | Primož Roglič        | LottoNL-Jumbo    | + 18s  |
| 10. | Vasil Kiryienka      | Team Sky         | + 18s  |

## Classificações finais
- As classificações finalizaram da seguinte forma:[4]

### Classificação geral
| \| Classificação geral \| Classificação geral \| Classificação geral \| Classificação geral \| Classificação geral \| \| Ciclista \| Ciclista \| Equipe \| Tempo \| \| \| ------------------- \| ------------------- \| ------------------------- \| ------------------- \| ------------------- \| \| 1. \| Michał Kwiatkowski \| Team Sky \| 25h32m56s \| \| \| 2. \| Damiano Caruso \| BMC Racing Team \| + 24s \| \| \| 3. \| Geraint Thomas \| Team Sky \| + 32s \| \| \| 4. \| Tiesj Benoot \| Lotto-Soudal \| + 1m06s \| \| \| 5. \| Adam Yates \| Mitchelton-Scott \| + 1m10s \| \| \| 6. \| Mikel Landa \| Movistar Team \| + 1m13s \| \| \| 7. \| Davide Formolo \| Bora-Hansgrohe \| + 1m15s \| \| \| 8. \| Jaime Rosón \| Movistar Team \| + 1m15s \| \| \| 9. \| George Bennett \| LottoNL-Jumbo \| + 1m16s \| \| \| 10. \| Rigoberto Urán \| EF Education First-Drapac \| + 1m22s \| \| |                    |                           |           |
| |                    |                           |           |
| Fonte: ProCyclingStats |                    |                           |           |
| Classificação geral |                    |                           |           |
| Ciclista | Ciclista           | Equipe                    | Tempo     |
| 1. | Michał Kwiatkowski | Team Sky                  | 25h32m56s |
| 2. | Damiano Caruso     | BMC Racing Team           | + 24s     |
| 3. | Geraint Thomas     | Team Sky                  | + 32s     |
| 4. | Tiesj Benoot       | Lotto-Soudal              | + 1m06s   |
| 5. | Adam Yates         | Mitchelton-Scott          | + 1m10s   |
| 6. | Mikel Landa        | Movistar Team             | + 1m13s   |
| 7. | Davide Formolo     | Bora-Hansgrohe            | + 1m15s   |
| 8. | Jaime Rosón        | Movistar Team             | + 1m15s   |
| 9. | George Bennett     | LottoNL-Jumbo             | + 1m16s   |
| 10. | Rigoberto Urán     | EF Education First-Drapac | + 1m22s   |

## Evolução das classificações
| Etapa (Vencedor)               | Classificação geral | Classificação da montanha | Classificação por pontos | Classificação dos jovens | Classificação por equipas |
| ------------------------------ | ------------------- | ------------------------- | ------------------------ | ------------------------ | ------------------------- |
| 1.ª etapa (CRE) (BMC Racing)   | Damiano Caruso      | Não se entregou           | Não se entregou          | Fernando Gaviria         | BMC Racing                |
| 2.ª etapa (Marcel Kittel)      | Patrick Bevin       | Nicola Bagioli            | Marcel Kittel            | Fernando Gaviria         | Sky                       |
| 3.ª etapa (Primož Roglič)      | Geraint Thomas      | Nicola Bagioli            | Jacopo Mosca             | Jaime Rosón              | Sky                       |
| 4.ª etapa (Mikel Landa)        | Damiano Caruso      | Nicola Bagioli            | Jacopo Mosca             | Tiesj Benoot             | Sky                       |
| 5.ª etapa (Adam Yates)         | Michał Kwiatkowski  | Nicola Bagioli            | Jacopo Mosca             | Tiesj Benoot             | Astana                    |
| 6.ª etapa (Marcel Kittel)      | Michał Kwiatkowski  | Nicola Bagioli            | Jacopo Mosca             | Tiesj Benoot             | Astana                    |
| 7.ª etapa (CRI) (Rohan Dennis) | Michał Kwiatkowski  | Nicola Bagioli            | Jacopo Mosca             | Tiesj Benoot             | Astana                    |
| Final                          | Michał Kwiatkowski  | Nicola Bagioli            | Jacopo Mosca             | Tiesj Benoot             | Astana                    |

## UCI World Ranking
A Tirreno-Adriático outorga pontos para o UCI WorldTour de 2018 e o UCI World Ranking, este último para corredores das equipas nas categorias UCI WorldTeam, Profissional Continental e Equipas Continentais. As seguintes tabelas mostram o barómetro de pontuação e os 10 corredores que obtiveram mais pontos:
| Posição             | 1.º | 2.º | 3.º | 4.º | 5.º | 6.º | 7.º | 8.º | 9.º | 10.º | 11.º | 12.º | 13.º | 14.º | 15.º | 16.º-20.º | 21.º-30.º | 31.º-50.º | 51.º-55.º | 56.º-60.º |
| Classificação geral | 500 | 400 | 325 | 275 | 225 | 175 | 150 | 125 | 100 | 85   | 70   | 60   | 50   | 40   | 35   | 30        | 20        | 10        | 5         | 3         |
| Por etapa           | 60  | 25  | 10  |     |     |     |     |     |     |      |      |      |      |      |      |           |           |           |           |           |
| Líder               | 10  |     |     |     |     |     |     |     |     |      |      |      |      |      |      |           |           |           |           |           |

| Classificação |                    |                  |       |       |       |        |
| Posição       | Ciclista           | Equipo           | Geral | Etapa | Líder | Total  |
| ------------- | ------------------ | ---------------- | ----- | ----- | ----- | ------ |
| 1.º           | Michał Kwiatkowski | Sky              | 500   | 11,43 | 20    | 531,43 |
| 2.º           | Damiano Caruso     | BMC Racing       | 400   | 8,57  | 20    | 428,57 |
| 3.º           | Geraint Thomas     | Sky              | 325   | 1,43  | 10    | 336,43 |
| 4.º           | Adam Yates         | Mitchelton-Scott | 225   | 88,57 | -     | 313,57 |
| 5.º           | Tiesj Benoot       | Lotto Soudal     | 275   | 10    | -     | 285    |
| 6.º           | Mikel Landa        | Movistar         | 175   | 60    | -     | 235    |
| 7.º           | Davide Formolo     | Bora-Hansgrohe   | 150   | -     | -     | 150    |
| 8.º           | Jaime Rosón        | Movistar         | 125   | -     | -     | 125    |
| 9.º           | Marcel Kittel      | Katusha-Alpecin  | -     | 120   | -     | 120    |
| 10.º          | George Bennett     | LottoNL-Jumbo    | 100   | 10    | -     | 110    |